# Veena Tandon
Veena Tandon es una bióloga, zoóloga, taxónoma, y parasitóloga india, académica y científica sénior NASI en Biotech Parque, Lucknow. Fue profesora de zoología en la Universidad de North Eastern Hill y sirvió como investigadora jefe de Database de parásitos Helmintos de India. Es conocida por sus estudios en infecciones de vermes que afligen a animales de valor alimentario; y, es autora de dos libros y varios artículos en parasitología. El Gobierno de India le otorgó el más alto honor civil, con el Premio Padma Shri, en 2016, por sus contribuciones a la ciencia.

## Biografía
Veena nació el 7 de septiembre de 1949 (75 años) en Kashipur en el estado indio de Uttarakhand. En 1967, se graduó en zoología (BSc-hons) por la Panjab Universidad, Chandigarh. Completó el grado de maestría (MSc) en 1968; y luego obtuvo el grado doctoral (PhD) por la misma institución en 1973. También realizó un posdoctorado en el Departamento de Bioquímica y Biología Moleculares de la Universidad de California, en Irvine entre 1978 a 1979; su tema de estudios fueron el efecto adverso del alcohol sobre tejidos del cerebro e hígado. 
Empezó su carrera como profesora asistente en la Himachal Universidad. Luego trabajó en el Departamento de Zoología de la Universidad North Eastern Hill, en Shillong, como profesora asistente donde sirvió hasta su retiro. Después de jubilarse, continuó sus estudios en Biotech Park, Lucknow, sobre helmintología con una beca de platino en una membresía de la Academia Nacional de Ciencias, India y es NASI científica sénior de la institución.
Tandon es conocida por estudios pioneros sobre parásitos que afectan al ganado; ayudando al mejor entendiendo de la biodiversidad del parásito en regiones del nordeste indio.
Es la investigadora principal del Centro DIT - Análisis de Información de Parásitos implicado en la preparación de una Base de Datos de Parásitos de Helmintos del noreste indio (NEIHPID). Sus estudios han sido documentados con más de 340 artículos, muchos de ellos publicados en revistas internacionales arbitradas. Además, es autora de dos libros, Guía Pictórica de Trematodes de Ganado y Cerdos en India y Floración de Bambú y Control de Roedores. Es también coautora de Base de datos de parásitos Helminto de India nordeste (NEIHPID); y, ha servido como miembro del Comité Científico al Gobierno de India así como la Fuerza de Tarea de Biotecnología del Departamento de Ciencia y Tecnología.
Se casó con Pramod Tandon, un educador y ex vicecanciller de la Universidad North Eastern Hill. La pareja tiene un hijo, Prateek Tandon, un ingeniero de software y autor.

## Premios y honores
La Academia Nacional de Ciencias, India la eligió miembro en 1998. Y miembro electa de la Sociedad india de Parasitología en 2005. Es también una socia de la Sociedad Zoológica de India y la Helminthological Society of India y es catedrática en taxonomía - ciencias animales del Ministerio de Ambiente, Bosque y Cambio Climático entre 2003 a 2006. Ella ha entregado discursos de apertura en muchas conferencias científicas como Prof. R. P. Choudhuri Conferencia de Guwahati Universidad, Prof. M.M. Chakravarty de la Sociedad Zoológica, Kolkata y profesor Archana Sharma Conferencia de la Academia Nacional de Ciencias, India. Fue recipiente del Premio E.K. Janaki Ammal en Taxonomía Animal del Ministerio de Ambiente y Bosques; Premio de Consecución de la Sociedad india de Parasitología en 2011. El Gobierno de India le otorgó el honor civil del Padma Shri en 2016.

## Otras lecturas
- Lalan Kumar Arya, Sivakumar R. Rathinam, Prajna Lalitha, Usha R. Kim, Sudeep Ghatani, y Veena Tandon (febrero de 2016). Lalan Kumar Arya, Sivakumar R. Rathinam, Prajna Lalitha, Usha R. Kim, Sudeep Ghatani, and Veena Tandon (febrero de 2016). «Trematode Fluke Procerovum varium as Cause of Ocular Inflammation in Children, South India». Emerg Infect Dis. 22 (2): 192-200. PMC 4734527. PMID 26812231. doi:10.3201/eid2202.150051.